# بنجامین جونز (دوچرخه‌سوار)
بنجامین جونز (فرانسوی: Benjamin Jones‎; ۲ ژانویهٔ ۱۸۸۲ – ۲۰ اوت ۱۹۶۳) دوچرخه‌سوار اهل بریتانیا بود.
از افتخارات وی میتوان به کسب مدال طلا و نقره در بازی‌های المپیک تابستانی ۱۹۰۸ اشاره کرد.